# Velonica
「Velonica」（ベロニカ）は、Aqua Timezの楽曲で、メジャー8枚目（通算9枚目）のシングル。2009年1月14日に発売。発売元はEpic Records。

## 概要
前作「夏のかけら」以来、約3ヶ月ぶりとなるシングル。自身のシングルとしては初のデイリー1位を記録した。
キャッチフレーズは「抱きしめてもらいたいのは赤子だけではないんだ。」。

## 収録内容
| 全編曲: Aqua Timez。 |                             |           |            |       |
| #                    | タイトル                    | 作詞      | 作曲       | 時間  |
| 1.                   | 「Velonica」                | 太志      | Aqua Timez | 4:38  |
| 2.                   | 「奏であい」                | 太志      | 太志       | 5:40  |
| 3.                   | 「薫」                      | 太志      | Aqua Timez | 2:27  |
| 4.                   | 「Velonica -Instrumental-」 |           |            | 4:39  |
| 合計時間:            | 合計時間:                   | 合計時間: | 合計時間:  | 17:24 |

## 楽曲解説
1. Velonica
  - テレビ東京系アニメ『BLEACH』9代目（2008年10月14日 - 2009年4月7日放送分）オープニングテーマ。同アニメへのタイアップは、「千の夜をこえて」（2006年）、「ALONES」（2007年）に次いで3度目。
  - 曲のデモはTASSHIが作った。

## カバー
- ティア・ハリベル（緒方恵美）　（2011年、ブリコン 〜BLEACH CONCEPT COVERS〜 2収録）

## 収録アルバム
1. Velonica
  - 3rdスタジオ・アルバム『うたい去りし花』
    - 発売日：2009年3月11日

  - 1stベスト・アルバム『The BEST of Aqua Timez』
    - 発売日：2009年10月14日

  - 3rdコンピレーション・アルバム『BLEACH BERRY BEST』
    - 発売日：2010年12月1日